# Тайванська південномінська мова
Тайва́нська південномі́нська мо́ва (тайванська хокккієн, тайванська хокло Hōk-ló-oē, або просто тайванська Tâi-oân-oē), — ідіом китайської гілки сино-тибетської сім'ї. Структурно являє собою одну з говірок Південномінської мови (або діалекту китайської мови), на материку поширена насамперед у провінції Фуцзянь, від якої Тайвань відділений протокою. Проблема «мова чи діалект?» у зв'язку з тайванською (як і власне південномінською, і з багатьма іншими ідіомами, родинними літературній китайській) поки не має загальноприйнятого в науці рішення і, як часто в таких випадках, ускладнена політичними міркуваннями.

## Поширення
Тайванська мова (діалект) поширена на острові Тайвань. На ній говорить велика частина населення острова (близько 70% населення, так звані холо). Холо становили ще більший відсоток населення до припливу масової імміграції з материкового Китаю в 1949 році, що сталася після перемоги на материку комуністів, утворення КНР та евакуації уряду Чан Кайши на Тайвань. Стосовно іммігрантів та їх нащадків носії тайванської є корінними жителями острова, хоча і до появи на Тайвані холо там своєю чергою жили носії архаїчних тайванських мов, що відносяться до австронезійської сім'ї (цоуської тощо), і нині вкрай нечисленні. Вважається, що мови аборигенів Тайваню вплинули на тайванську мову (діалект) і збільшили її відмінності з тим варіантом південномінської, якою розмовляють на материковому Китаї.

## Розвиток
Офіційного статусу не має. Нею читаються деякі оголошення в тайбейському метро. Розвинена недержавна преса, інтернет, видаються книги. Вживаються як китайські ієрогліфи, так і розроблена європейськими місіонерами писемність на основі латиниці (Pe̍h-oē-jī, скорочено POJ), однак вона не є офіційною.

## Фонетика
Тайванська мова (діалект) має сім тонів, на відміну від літературної китайської, в якій чотири тони. Є носові голосні (як у французькій мові).